# Monika Wierzbicka
Monika Wierzbicka, pseudonim Nina Nu (ur. 22 maja 1970 w Giżycku) – polska piosenkarka i aktorka.

## Życiorys
Ukończyła Studium Wokalno-Aktorskie przy Teatrze Muzycznym w Gdyni. Przez siedem lat pracowała w teatrze Syrena, równocześnie współpracując ze studiami dubbingowymi, Kabaretem Olgi Lipińskiej oraz Dziennikiem Telewizyjnym Jacka Fedorowicza.
W latach 90. występowała z Tomaszem „Konfi” Konfederakiem w zespole „Dzieci Mona Lisy”. Zasłynęli wówczas jako autorzy hymnu Wielkiej Orkiestry Świątecznej Pomocy, ale wkrótce zaprzestali działalności.
Spotkali się ponownie jesienią 1999 roku i założyli duet „Ha-Dwa-O!”. Zespół ten wydał dwie płyty z jej udziałem: „Początek” (2000), oraz „O kobietach, o facetach” (2001). Z pierwszej płyty wypromowali jako single piosenki „Zatrzymaj mnie”, oraz „Sen o samotności”. W grudniu 2000 wydali singel „Magia Świąt”, który został zamieszczony jako bonus track na drugiej płycie duetu. W styczniu 2001 ukazał się singel „Serce Sercu”. Ten ostatni utwór stał się hymnem Wielkiej Orkiestry Świątecznej Pomocy. W jego nagraniu gościnnie udział wzięli: Małgorzata Ostrowska, Zespół Ich Troje, Magda Femme, Artur Gadowski, Jarek Janiszewski (Czarno-Czarni), Zespół KarmaComa, Grażyna Łobaszewska oraz Tomek „Lipa” Lipnicki z zespołów: Acid Drinkers i Lipali, oraz chór dziecięcy „Don Don”. Zespół „Ha-Dwa-O!” otrzymał nominację do Fryderyka w kategorii „Album Roku – dance, techno, elektronika” za rok 2000; dwie nominacje do plebiscytu „Superjedynki”, w kategoriach: „debiut” i „muzyka taneczna”, zaś polscy DJ-e uznali duet „Ha-Dwa-O!” za najlepszy debiut roku, natomiast utwór „Zatrzymaj mnie” za hit lata 2000.
Z drugiej płyty zespołu „Ha-Dwa-O!” „O kobietach, o facetach” (2001) na singlach pokazały się takie piosenki, jak „Słowa” i „Ty i ja” z gościnnym udziałem Andrzeja Rybińskiego. Na początku 2002 roku Monika Wierzbicka odeszła z tego zespołu.
W marcu 2003 roku spotkała Pawła Gawlika, z którym współtworzyła zespół „Analog”. Zespół ten wydał dwie płyty.
Współpracowała również z zespołami „a.n.t” oraz „Przemyśl”, a także z zespołem „Wiolonczele z miasta”, z którym nagrała płytę „No i Monika” (2007).
W roku 2008 wraz z Andrzejem Bonarkiem (jako „Wierzbicka i Bonarek”) przygotowała płytę „Moja Emily Dickinson” z muzyką do wierszy amerykańskiej poetki.
Od 2011 jest wokalistką zespołu Żywiołak.

## Dyskografia
Z zespołem „Ha-Dwa-O!”:
- Początek (2000)
- O kobietach, o facetach (2001)

Z zespołem „Analog”:
- AnalogiA (2004)
- Ulica Wolność (2005)

Z zespołem „Wiolonczele z miasta”:
- No i Monika (2007)

W projekcie „Wierzbicka i Bonarek”:
- Moja Emily Dickinson (2008)

Z zespołem „Żywiołak”:
- Globalna wiocha (2011)

Jako „Nina Nu”:
- Szepty (2012)
- Chilli Folk Games (z Pawłem Gawlikiem; 2015)
- To co ważne (z Jackiem Mureno; 2019)
- Głos dawnych Mazurów (2019)

Z Mariuszem Szczygłem i zespołem „Res Factum”:
- Projekt: Prawda Muzycznie (2017)

Jako „Monika Wierzbicka”:
- Dusa (2023)

## Polski dubbing
- 2013–2014: Roxy (Sezon 6) Klub Winx
- 2011: Wiedźmin 2: Zabójcy królów –
  - Adelina,
  - Iskra
- 2011: My Little Pony: Przyjaźń to magia – Diamond Tiara (odc. 12, 18, 32, 38, 49)
- 2011: Scooby Doo i Brygada Detektywów – Martha „Woda z mięcha” (odc. 18, 28-30, 34)
- 2011: Hop
- 2011: Rango
- 2010: Mania
- 2009: Fanboy i Chum Chum – Kiki
- 2009: Dragon Age: Początek
- 2009: Noddy w Krainie Zabawek
- 2008: Viva High School Musical Meksyk: Pojedynek
- 2008: Batman: Odważni i bezwzględni
- 2007: Pokémon: Wymiar walki –
  - Gardenia,
  - Zoey
- 2006: H2O – wystarczy kropla – Miriam Kent
- 2005: A.T.O.M. Alpha Teens On Machines –
  - lekarka (odc. 18)
  - Buffy (odc. 19)
- 2004: Mulan II
- 2004: Nieidealna
- 2004: Świątynia pierwotnego zła – różne głosy
- 2003–2004: Bracia Koala
- 2002–2008: Kryptonim: Klan na drzewie –
  - Helicielka (B.R.A.K.-P.R.Ą.D.U.),
  - Musia,
  - Numer 12 (I.M.P.R.E.Z.A. (1))
- 2002: Krówka Mu Mu
- 2001–2007: Mroczne przygody Billy’ego i Mandy – Babcia Irwina (odc. Drakula musi umrzeć)
- 2001–2004: Samuraj Jack
- 2000: Tweety: Wielka podróż – Króliczka Lola
- 1999: SpongeBob Kanciastoporty
- 1998: Dziesięcioro przykazań – opowieści dla dzieci
- 1997: Myszorki na prerii – Brydzia
- 1997: Herkules – Terpsychora
- 1997: Świat królika Piotrusia i jego przyjaciół
- 1996–1998: Kacper
- 1995: Nowe przygody Madeline
- 1992–1997: Kot Ik! –
  - Pam i Polly,
  - Babs (odc. 19)
- 1991–1992: Eerie, Indiana – Syndi Teller
- 1991 Super Mario World (serial animowany)-Hip, Oogtar, Yoshi, Kootie Pie
- 1990–1994: Przygody Animków
- 1990: Pinokio
- 1988–1994: Garfield i przyjaciele – Lanolin
- 1988–1991: Szczeniak zwany Scooby Doo
- 1988: Yogi i inwazja kosmitów
- 1987: Wielka ucieczka Misia Yogi – Bitzy
- 1986: Amerykańska opowieść
- 1984–1991: Mapeciątka
- 1982: Tajemnica IZBY
- 1976: Dwanaście prac Asteriksa

## Śpiew piosenek
- 2002: Cyberłowcy – śpiew piosenki tytułowej
- 1998: Rudolf czerwononosy renifer
- 1997: Świat królika Piotrusia i jego przyjaciół (odc. 60)
- 1996–1997: Walter Melon
- 1993: Holly-rockowa kołysanka
- 1992–1997: Kot Ik!
- 1987: Miś Yogi i czarodziejski lot Świerkową Gęsią
- 1986: Amerykańska opowieść
- 1979: Scooby Doo podbija Hollywood
- 1972–1973: Nowy Scooby Doo
- 1969–1970: Scooby Doo, gdzie jesteś?
- 1966: Człowiek zwany Flintstonem

## Dialogi polskie
- 2007: Świat Todda